# Niemand houdt mij tegen
Niemand houdt mij tegen is een jeugdroman geschreven door Evert Hartman. Het verhaal speelt in Nederland in 2136. Richard, de hoofdpersoon, gaat op zoek naar een illegale Vlaamse vluchtelinge op wie hij verliefd is, en wordt daarbij geconfronteerd met de keerzijde van de samenleving.
Thema's zijn de kracht van liefde en verliefdheid, de technische vooruitgang, de ethische grenzen van de wetenschap, misdaad en mensenhandel, discriminatie en het immigratiethema. 

## Verhaal

### Nederland in 2136
In 2136 is de zeespiegel sterk gestegen en is de helft van Nederland onder water gelopen. Noord- en Zuid-Holland, Zeeland, laag-Utrecht, Flevoland en delen van Friesland en Groningen bestaan niet meer. Rotterdam heeft een enorme waterkering gebouwd en bestaat dus nog wel. De Amsterdammers hebben hun stad verplaatst naar Noord-Overijssel. Andere landen die met overstromingen te maken hebben zijn Vlaanderen en Bangladesh. Met het gebruik van de naam Vlaanderen (en niet België) en referentie aan overstromingsvluchtelingen naar hogere gebieden waardoor de eeuwenoude taalstrijd oplaaide, wordt gesuggereerd dat België uiteindelijk is opgesplitst.
De techniek is inmiddels met rasse schreden vooruit gegaan. Menselijke klonen bestaan, en een ruimtekolonie, High Frontier, zweeft honderden kilometers boven de aarde. In Nederland zijn vrijwel alle wegen en spoorwegen ondergronds, en wordt milieuvervuiling streng bestraft. Ook wonen geschiedt ondergronds, maar uiteraard kan iedereen de lift naar boven nemen om van de natuur te genieten.
Communicatie geschiedt met een zogenaamde multicom, een apparaat vergelijkbaar met een smartphone, waar ook spelletjes op gespeeld kunnen worden en informatie kan worden opgeslagen. Onderwijs geschiedt via werkgroepen en niet meer klassikaal.
Doordat Nederland nu sterk gekrompen is, wordt immigratie nog slechts sporadisch en op strenge voorwaarden toegestaan. "Vol is vol" is de mentaliteit en er wordt dan ook streng tegen illegalen opgetreden. Persoonskaarten zijn verplicht en controle vindt bij veel gelegenheden plaats. Een ander negatief aspect is de biologische screening, die de maximumleeftijd onthult. Wie een te lage maximumleeftijd heeft, zal later geen baan, huis of verzekering krijgen en wordt een verschoppeling. Zulke "kortlevers" leven in speciale kolonies zoals de Galgeberg. Dit soort kolonies zijn de weinige plaatsen waar mensen nog bovengronds wonen. Het maakt deel uit van een schimming netwerk waarbij ook bendes als die van Pascal de Vlaming betrokken zijnn. Drugsgebruik, mensenhandel, orgaanhandel en kindermishandeling zijn er schering en inslag.

### Plot
Richard is 16 jaar en woont in het nieuwe Amsterdam. Hij helpt Wesley, die op het punt staat in elkaar te worden geslagen omdat hij een kloon is. Later die dag lopen twee Belgische meisjes tegen de lamp bij een persoonscontrole en worden gearresteerd. Een van de meisjes maakt indruk op Richard en hij vraagt Wesley of hij met hem mee wil om de meisjes te zoeken.
Samen reizen ze naar Eindhoven, waar de meisjes waren opgesloten in afwachting van hun uitzetting. De elektronische bewaking valt echter uit en de meisjes, Stefanie en Anik, ontsnappen. De zoektocht leidt uiteindelijk naar de kortleverskolonie de Galgeberg waar de jongens het meisje Rasja oppikken. Zij wordt door de kortlevers mishandeld en wil daar weg. Ook blijkt later dat de kortlevers haar drugs gaven, "letus". Letus vertraagt tijdsperceptie waardoor kortlevers het gevoel hebben toch langer te leven, en is verslavend.
Uiteindelijk komen de drie op het spoor van Pascal de Vlaming, die illegalen aan valse persoonskaarten helpt tegen betaling. Pascal blijkt echter van plan de meisjes tegen betaling aan medische tests te willen onderwerpen en wellicht weefsel en organen te verkopen. Met behulp van Richard en Wesley ontsnappen ze.
De reden van de vlucht naar Nederland van de meisjes bleek de paranormale begaafdheid van Anik. Haar ouders werden er gek van dat elektrische apparaten uitvielen waar ze was, en stuurden haar naar het parapsychologisch instituut te Kortrijk. De voortdurende tests en het feit dat alleen Stefanie en niet eens haar eigen ouders haar steunden, bracht haar tot de vlucht naar Nederland.
Nu zitten zowel de kortlevers die boos zijn over de "ontvoering" van Rasja als de bende van Pascal de Vlaming achter de groep aan. Via Rotterdam willen de vijf uiteindelijk naar Amsterdam. Maar de boot kapseist in een storm en Pascal de Vlaming zet nog een laatste poging in. Uiteindelijk hebben ze geen andere keus dan de politie te informeren.
Pascal en zijn maten worden gearresteerd, maar nu dreigen de meisjes opnieuw uitgezet te worden. Anik krijgt uiteindelijk alsnog een verblijfsvergunning wegens de behandeling in Kortrijk. Maar Stefanie wordt uitgezet en krijgt een elektronische verklikker om haar hals die voorkomt dat ze nog eens illegaal Nederland binnenkomt. Maar Richard is ervan overtuigd dat ze eens weer samen zullen zijn.